# Catene
Pour plus de détails, voir Fiche technique et Distribution.
Catene est un film italien réalisé par Silvio Amadio en 1974. C'est un remake du mélodrame de Raffaello Matarazzo, Le Mensonge d'une mère, sorti en 1949.

## Synopsis
Après avoir été blessé au cours d'une fusillade, Alfio Capuano, un malfaiteur, trouve refuge dans le garage d'une famille modèle et jusque-là, sans histoire. Le hasard veut qu'il ait été fiancé, par le passé, à la mère, Francesca. Leurs retrouvailles fortuites ne vont pas tarder à bouleverser l'existence de la jeune femme.

## Fiche technique
- Pays d'origine : Italie
- Titre original : Catene
- Production : Domiziana Internazionale Cinematografica
- Genre: Comédie dramatique
- Sujet et scénario : Silvio Amadio
- Réalisation : Silvio Amadio
- Montage : Lorenzo Costantini
- Directeur de la photographie : Antonio Maccoppi
- Musique : Roberto Pregadio
- Durée : 96 minutes

## Distribution
- Maurizio Merli : Giovanni
- Rosemarie Dexter : Francesca